# 청색당 (독일)
청색당(독일어: Die blaue Partei, 디 블라우에 파르타이[*])은 독일의 우익 정당으로, 2017년에 프라우케 페트리가 독일을 위한 대안의 극우화에 반발해 창당한 정당이다. 2019년 12월 31일 해산되었다.